# Federació Senegalesa de Futbol
La Federació Senegalesa de Futbol (francès: Fédération Sénégalaise de Football) (FSF) és la institució que regeix el futbol al Senegal. Agrupa tots els clubs de futbol del país i es fa càrrec de l'organització de la Lliga senegalesa de futbol i la Copa. També és titular de la Selecció de futbol de Senegal absoluta i les de les altres categories.
Va ser formada el 1960.
- Afiliació a la FIFA: 1964
- Afiliació a la CAF: 1963